# Solomonovo, Ujhorod
Solomonovo (în ucraineană Соломоново; în maghiară Tiszasalamon) este o comună în raionul Ujhorod, regiunea Transcarpatia, Ucraina, formată numai din satul de reședință.

## Demografie
Componența lingvistică a comunei Solomonovo
     Maghiară (59,91%)
     Ucraineană (37,27%)
     Rusă (1,95%)
     Alte limbi (0,35%)
Conform recensământului din 2001, majoritatea populației comunei Solomonovo era vorbitoare de maghiară (59,91%), existând în minoritate și vorbitori de ucraineană (37,27%) și rusă (1,95%).